# Economia de Lituània

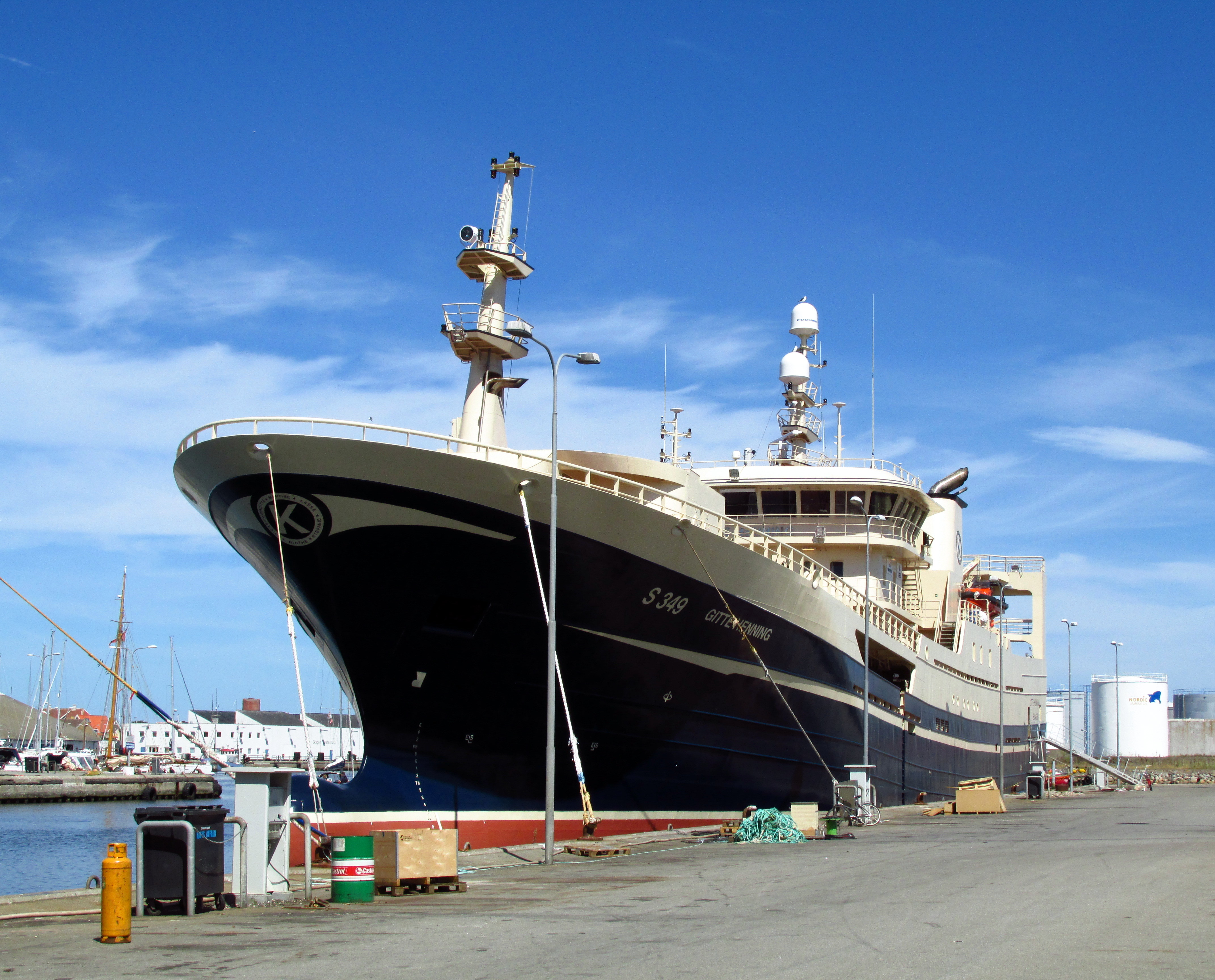
La indústria naval és un important sector de l'economia lituana.

L'economia de Lituània va créixer 8% per any en mitjana durant els 4 anys anteriors al 2008, ajudada per les exportacions i demanda interna. L'atur va créixer a 15% el 2009, contra 4,8% l'any anterior. El PIB va sofrir una reducció de gairebé 17% - els tres estats bàltics van sofrir la seva pitjor caiguda econòmica el 2009. El dèficit pressupostari va créixer gairebé un 15% del PIB entre el 2007-2008, però va caure abruptament el 2009 a causa de la reducció de les importacions.
Lituània és membre de l'Organització Mundial del Comerç i va ingressar en la Unió Europea des de l'1 de maig de 2004. Malgrat això, el seu comerç amb els països de l'Europa Oriental - Rússia en particular - representa una parcel·la creixent del total.
La privatització de les propietats de l'estat està gairebé completa, i les inversions estrangeres van ajudar la transició de la vella economia a una economia de mercat. El país ocupa actualment la posició número 30 entre 179 països en termes de l'Índex de Llibertat Econòmica, de la Heritage Foundation.
El 4 de juny de 2014 la Comissió Europea va proposar que el Consell de Ministres de la UE decidís si Lituània podia adoptar l'euro l'1 de gener del 2015, la qual cosa va ser acceptada el 23 de juliol de 2014.